# Daqiao (köping i Kina, Shandong, lat 36,31, long 116,35)
Daqiao (kinesiska: 大桥镇, 大桥) är en köping i Kina. Den ligger i provinsen Shandong, i den östra delen av landet, omkring 69 kilometer sydväst om provinshuvudstaden Jinan.
Genomsnittlig årsnederbörd är 861 millimeter. Den regnigaste månaden är juli, med i genomsnitt 255 mm nederbörd, och den torraste är januari, med 5 mm nederbörd.